# Jelena Muchina
Jelena Muchina, född 1 juni 1960, död 22 december 2006, var en rysk gymnast som tävlade för Sovjetunionen. 
Hon hade visat sig vara en av landets mest lovande gymnaster med siktet ställt mot guld i de Olympiska spelen. Under ett träningspass två veckor före öppningsceremonin av de Olympiska sommarspelen 1980 föll Muchina olyckligt under en övning och landade med hakan först och blev förlamad från nacken och neråt. Händelsen förnekades länge av de sovjetiska myndigheterna, som sade till media att hon hade brutit sin fot. Muchina själv sa flera år efteråt att hennes första tanke efter olyckan var "Tack Gud, jag slipper åka till OS". Muchina kritiserade också myndigheterna och tränare för att ha tvingat henne och andra gymnaster att träna för hårt inför tävlingar.
Muchina avled 2006 till följd av komplikationer av sin förlamning.